# رایدیوم هات اسپرینگ
رایدیوم هات اسپرینگ (به انگلیسی: Radium Hot Springs) یک منطقهٔ مسکونی در کانادا است که در منطقه کوتنیا شرقی واقع شده‌است. رایدیوم هات اسپرینگ ۷۷۶ نفر جمعیت دارد و ۸۰۸ متر بالاتر از سطح دریا واقع شده‌است.